# Boardwalk Empire/Episodenliste

Logo zur Serie

Diese Episodenliste enthält alle Episoden der US-amerikanischen Dramaserie Boardwalk Empire, sortiert nach der US-amerikanischen Erstausstrahlung. Zwischen 2010 und 2014 entstanden in fünf Staffeln 56 Episoden mit einer Länge von jeweils etwa 50 Minuten.

## Übersicht
| Staffel | Episodenanzahl | Erstausstrahlung USA | Erstausstrahlung USA | Deutschsprachige Erstausstrahlung | Deutschsprachige Erstausstrahlung |
| Staffel | Episodenanzahl | Staffelpremiere      | Staffelfinale        | Staffelpremiere                   | Staffelfinale                     |
| ------- | -------------- | -------------------- | -------------------- | --------------------------------- | --------------------------------- |
| 1       | 12             | 19. September 2010   | 5. Dezember 2010     | 2. Februar 2011                   | 20. April 2011                    |
| 2       | 12             | 25. September 2011   | 11. Dezember 2011    | 29. Februar 2012                  | 16. Mai 2012                      |
| 3       | 12             | 16. September 2012   | 2. Dezember 2012     | 10. Januar 2013                   | 28. März 2013                     |
| 4       | 12             | 8. September 2013    | 24. November 2013    | 5. Dezember 2013                  | 20. Februar 2014                  |
| 5       | 8              | 7. September 2014    | 26. Oktober 2014     | 11. Dezember 2014                 | 29. Januar 2015                   |

## Staffel 1
Die Erstausstrahlung der ersten Staffel war vom 19. September bis zum 5. Dezember 2010 auf dem US-amerikanischen Kabelsender HBO zu sehen. Die deutschsprachige Erstausstrahlung sendete der deutsche Pay-TV-Sender TNT Serie vom 2. Februar bis zum 20. April 2011.
| Nr. (ges.) | Nr. (St.) | Deutscher Titel              | Originaltitel        | Erstausstrahlung USA | Deutschsprachige Erstausstrahlung (D) | Regie              | Drehbuch                         | Zuschauer (USA) |
| --- | --------- | ---------------------------- | -------------------- | -------------------- | ------------------------------------- | ------------------ | -------------------------------- | --------------- |
| 1 | 1         | Boardwalk Empire             | Boardwalk Empire     | 19. Sep. 2010        | 2. Feb. 2011                          | Martin Scorsese    | Terence Winter                   | 4,81 Mio.       |
| Zu Beginn der Prohibition im Januar 1920 denkt sich der Kämmerer von Atlantic City, Enoch „Nucky“ Thompson, einen Plan aus, mit dem er und seine einflussreichen Partner durch den Verkauf von illegal hergestelltem Alkohol reich werden sollen. Nucky wird von der schwangeren Margaret Schroeder aufgesucht, die von ihm Hilfe benötigt, um einen Job für ihren Ehemann zu finden. Jimmy Darmody, Nuckys ehemaliger Schützling, kehrt aus dem Ersten Weltkrieg zurück und hat zugleich ehrgeizige Ideen über seine Zukunft. Er schmiedet eine ungleiche Allianz, die ihn und Nucky in ernsthafte Schwierigkeiten bringen könnte. |           |                              |                      |                      |                                       |                    |                                  |                 |
| 2 | 2         | Elfenbeinturm                | The Ivory Tower      | 26. Sep. 2010        | 9. Feb. 2011                          | Tim Van Patten     | Terence Winter                   | 3,33 Mio.       |
| Nucky bekommt Besuch von dem Agenten Nelson van Alden, der spürt, dass Nucky ein Verbrechen einem Sündenbock angehängt hat. Nucky bittet seinen Bruder, Sheriff Elias Thompson, bei der Schadensbekämpfung um Hilfe. Bevor er abends in die Stadt geht, trifft sich Nucky heimlich mit Margaret, die Hilfe wegen ihrer Kinder benötigt. Nach einem Zwischenfall mit Al Capone und einem Reporter in Chicago bespricht Nucky die bevorstehende Wahl mit seinem Berater Louis Kaestner. |           |                              |                      |                      |                                       |                    |                                  |                 |
| 3 | 3         | Endstation Chicago           | Broadway Limited     | 3. Okt. 2010         | 16. Feb. 2011                         | Tim Van Patten     | Margaret Nagle                   | 3,41 Mio.       |
| Nucky geht einen Deal mit dem afroamerikanischen Gangster Chalky White ein, damit sich dieser um die Neuverpackung und den Vertrieb des geschmuggelten Whiskys kümmert. Margaret bekommt durch Nucky einen Job in einer Boutique und trifft dort seine Geliebte Lucy. Agent van Alden erfährt durch brutale Verhörmethoden, dass Jimmy bei der Schießerei im Wald dabei war, eine Entdeckung die Nucky zwingt, eine Entscheidung über Jimmys Zukunft in Atlantic City zu treffen. |           |                              |                      |                      |                                       |                    |                                  |                 |
| 4 | 4         | Anastasia                    | Anastasia            | 10. Okt. 2010        | 23. Feb. 2011                         | Jeremy Podeswa     | Lawrence Konner & Margaret Nagle | 2,57 Mio.       |
| Jimmy und Al Capone fangen an, sich in Chicago als Gangster zu etablieren. Nach dem Mord an einem Schwarzen lässt Nucky seinen Bruder gegen den örtlichen Ku-Klux-Klan vorgehen, um es sich nicht mit der schwarzen Bevölkerung wegen anstehender Wahlen und seinem Geschäftspartner Chalky White zu verscherzen. Anschließend begeht ein angespannter Nucky mit einem rauschenden Fest, bei dem er Kontakte mit hochrangigen Politikern pflegt, seinen Geburtstag. |           |                              |                      |                      |                                       |                    |                                  |                 |
| 5 | 5         | Irische Nächte               | Nights in Ballygran  | 17. Okt. 2010        | 2. März 2011                          | Alan Taylor        | Lawrence Konner                  | 2,85 Mio.       |
| Das von Nucky anlässlich des Saint Patrick’s Days veranstaltete Bankett, das „Celtic Dinner“, wird von van Alden, dem sich Margaret als Informantin angedient hat, aufgelöst. Elias Thompson wird zunehmend eifersüchtig auf seinen älteren Bruder. In Chicago begeht Pearl, Jimmys Prostituierte und Liebschaft, Selbstmord, nachdem ihr Gesicht von einem Gangster zerschnitten wurde. Jimmy verfällt dem Opium. Die Gefühle zwischen Nucky und Margaret, der langsam Nuckys Rolle beim Alkoholschmuggel dämmert, werden offenkundig. |           |                              |                      |                      |                                       |                    |                                  |                 |
| 6 | 6         | Familienplanung              | Family Limitation    | 24. Okt. 2010        | 9. März 2011                          | Tim Van Patten     | Howard Korder                    | 2,81 Mio.       |
| Einer von Nuckys Geldeintreibern wird von einer italienischstämmigen Gaunerbande, den D'Alessio-Brüdern, beraubt. Nucky macht fälschlicherweise Lucky Luciano dafür verantwortlich, der mit Jimmys Mutter intim wird. In Chicago liquidieren Al Capone und Jimmy die Mitglieder einer konkurrierenden Gangsterbande, wodurch Jimmy in Torrios Achtung stark steigt. Nucky besorgt seiner neuen Geliebten Margaret, die in der Boutique „La belle femme“ kündigt, eine weitaus bessere neue Bleibe im Wohnviertel der Konkubinen. |           |                              |                      |                      |                                       |                    |                                  |                 |
| 7 | 7         | Vergangenheit und Zukunft    | Home                 | 31. Okt. 2010        | 16. März 2011                         | Allen Coulter      | Tim Van Patten & Paul Simms      | 2,67 Mio.       |
| Nuckys und Elias’ Vater wird zum Pflegefall, wodurch Nucky seine leidvolle und gewalttätige Kindheit in Erinnerung gerufen wird. In Chicago lernt Jimmy, der wegen seiner Kriegsverletzung in medizinischer Behandlung ist, einen im Gesicht schwer verstümmelten anderen Veteranen kennen, der schließlich als Scharfschütze den Gangster tötet, der Pearl das Gesicht zerschnitt. Lucky Luciano geht eine Zusammenarbeit mit den D'Alessio-Brüdern ein, um Nucky zu schaden. Nucky steckt das Haus seiner Kindheit in Brand, um mit der Vergangenheit abschließen zu können. |           |                              |                      |                      |                                       |                    |                                  |                 |
| 8 | 8         | Vertreibung aus dem Paradies | Hold Me in Paradise  | 7. Nov. 2010         | 23. März 2011                         | Brian Kirk         | Meg Jackson                      | 3,21 Mio.       |
| Auf dem Parteitag der Republikaner in Chicago gelingt es Nucky, Warren G. Harding als Präsidentschaftskandidaten der Partei für die Wahl 1920 durchzusetzen. Elias, der Nucky vertritt, wird bei einem Raubüberfall der D'Alessio-Brüder auf eines von Nuckys Casinos angeschossen. Nucky, der spürt, dass sich etwas gegen ihn zusammenbraut, bittet Jimmy, nach Atlantic City zurückzukehren. Margaret kann schwarz auf weiß lesen, dass Nucky eine zentrale Figur im Alkoholschmuggel darstellt. |           |                              |                      |                      |                                       |                    |                                  |                 |
| 9 | 9         | Belle Femme                  | Belle Femme          | 14. Nov. 2010        | 30. März 2011                         | Brad Anderson      | Steve Kornacki                   | 2,98 Mio.       |
| Arnold Rothstein und die D'Alessio-Brüder besiegeln offiziell ihre Zusammenarbeit zu dem Zweck, eine neue Alkoholschmuggel-Organisation aufzubauen und Nucky als deren wahrscheinliches Hindernis auszuschalten. Bevor Jimmy Nuckys Auftrag, die D'Alessios zu eliminieren, ausführen kann, wird er von van Alden wegen des Massakers im Wald verhaftet. Allerdings wird van Aldens Hauptbelastungszeuge gegen Jimmy, dessen einstiger Komplize, von van Aldens Untergebenem, Agent Sebso, ermordet, der offensichtlich in Nuckys Diensten steht. Auf dem Boardwalk wird ein Mordanschlag auf Nucky verübt, der von dessen Butler Eddie vereitelt werden kann. Allerdings kommt eine unbeteiligte Frau ums Leben.                                                                         |           |                              |                      |                      |                                       |                    |                                  |                 |
| 10 | 10        | Die Smaragdstadt             | The Emerald City     | 21. Nov. 2010        | 6. Apr. 2011                          | Simon Cellan-Jones | Lawrence Konner                  | 3,05 Mio.       |
| Nuckys einstiger Partner Mickey Doyle läuft zu Nucky über und informiert diesen über die Pläne Arnold Rothsteins, mithilfe der D'Alessio-Brüder Nucky aus dem Alkoholgeschäft in Atlantic City herauszudrängen. Jimmy schlägt beinahe den Fotografen Robert Dietrich tot, da er ihm eine Affäre mit seiner Frau Angela unterstellt, nicht wissend, dass seine Frau ihn tatsächlich mit Dietrichs Gattin Mary betrügt. Beide Frauen planen, nach Paris zu ziehen. Nachdem bundesweit das Frauenwahlrecht beschlossen wurde, spannt Nucky die eloquente Margaret zu dem Zwecke ein, die Stimmen der Frauen zur Wahl des nächsten Bürgermeisters zu erhalten. Nucky und Chalky White verfolgen einen Plan, die D'Alessios und Rothstein auszuschalten, der allerdings nur teilweise aufgeht. |           |                              |                      |                      |                                       |                    |                                  |                 |
| 11 | 11        | Dem Ende nah                 | Paris Green          | 28. Nov. 2010        | 13. Apr. 2011                         | Allen Coulter      | Howard Korder                    | 3,00 Mio.       |
| Nucky hat emotional belastete Unterhaltungen mit Eli und Margaret wegen seiner Geschäfte einerseits und der Ermordung von Margarets Ehemann andererseits. Diese führen zu dramatischen Umbesetzungen in seinem persönlichen und politischen Umfeld. Jimmy trifft sich mit seinem vermeintlich sterbenden Vater zum ersten Mal seit Jahren, und dies führt dazu, dass er seine Bindungen zu Nucky und beiden Elternteilen neu bewertet. Van Aldens und Agent Sebsos Zusammenarbeit wird durch Van Aldens Verdächtigungen belastet, die nach einer endgültigen Konfrontation bei einer Taufe an einem Fluss endet. Angela bereitet sich darauf vor, vor Jimmy nach Paris zu fliehen, doch muss sie erkennen, dass ihre Unterstützung nicht so stark ist wie sie dachte.                     |           |                              |                      |                      |                                       |                    |                                  |                 |
| 12 | 12        | Rückkehr zur Normalität      | A Return to Normalcy | 5. Dez. 2010         | 20. Apr. 2011                         | Tim Van Patten     | Terence Winter                   | 3,29 Mio.       |
| Nuckys Bemühungen zahlen sich aus, da die Republikaner sowohl die Wahl für den Bürgermeister von Atlantic City als auch die des Präsidenten der Vereinigten Staaten für sich entscheiden (beide wurden von Nucky unterstützt). Rothstein muss Frieden mit Nucky schließen, da er dessen politische Kontakte dringend braucht und gibt ihm dafür neben einer Million Dollar den Aufenthaltsort der D'Alessios, die sämtlich ermordet werden. Margaret erfährt von Nuckys im Alter von sechs Tagen gestorbenen Sohn. Nuckys ständige Machtspiele erzürnen sowohl seinen Bruder Elias als auch seinen ehemaligen Schützling Jimmy so sehr, dass diese sich nun mit Nuckys geheimem Gegner, dem „Commodore“ Louis Kaestner – Nuckys Vorgänger – gegen ihn verbünden.                          |           |                              |                      |                      |                                       |                    |                                  |                 |

## Staffel 2
Die Erstausstrahlung der zweiten Staffel war vom 25. September bis zum 11. Dezember 2011 auf dem US-amerikanischen Kabelsender HBO zu sehen. Die deutschsprachige Erstausstrahlung sendete der deutsche Pay-TV-Sender TNT Serie vom 29. Februar bis zum 16. Mai 2012.
| Nr. (ges.) | Nr. (St.) | Deutscher Titel                    | Originaltitel                    | Erstausstrahlung USA | Deutschsprachige Erstausstrahlung (D) | Regie          | Drehbuch                                         | Zuschauer (USA) |
| --- | --------- | ---------------------------------- | -------------------------------- | -------------------- | ------------------------------------- | -------------- | ------------------------------------------------ | --------------- |
| 13 | 1         | 21                                 | 21                               | 25. Sep. 2011        | 29. Feb. 2012                         | Tim Van Patten | Terence Winter                                   | 2,91 Mio.       |
| Nucky sorgt sich nicht länger nur um Schützling Jimmy, sondern auch um Margarets Sohn Teddy. Chalkys Pläne gehen nicht auf. Er und seine Männer werden von Mitgliedern des Ku-Klux-Klans überrascht. |           |                                    |                                  |                      |                                       |                |                                                  |                 |
| 14 | 2         | Nur wir allein                     | Ourselves Alone                  | 2. Okt. 2011         | 7. März 2012                          | David Petrarca | Howard Korder                                    | 2,59 Mio.       |
| Margaret erfährt, dass Nucky verhaftet wurde und macht sich auf den Weg ins Ritz. Nachdem Nucky auf Kaution freigelassen wurde, muss er feststellen, dass sein Geheimfach mit dem Geld geplündert wurde. |           |                                    |                                  |                      |                                       |                |                                                  |                 |
| 15 | 3         | Ein gefährliches Mädchen           | A Dangerous Maid                 | 9. Okt. 2011         | 14. März 2012                         | Susanna White  | Itamar Moses                                     | 2,86 Mio.       |
| Lucy möchte nicht länger in ihrem goldenen Käfig eingesperrt sein. Nucky hat weiterhin Schwierigkeiten, seine Geschäfte durchzuführen. Bei einem Abendessen im Babette’s trifft er auf den Commodore. |           |                                    |                                  |                      |                                       |                |                                                  |                 |
| 16 | 4         | Was die Biene tut                  | What Does the Bee Do?            | 16. Okt. 2011        | 21. März 2012                         | Ed Bianchi     | Steve Kornacki                                   | 2,55 Mio.       |
| Chalky wird durch Nuckys Hilfe aus dem Gefängnis entlassen. Der Commodore erleidet einen Schlaganfall und ist ans Bett gefesselt. Eli ist besorgt, ob sie Nucky so noch zu Fall bringen können. |           |                                    |                                  |                      |                                       |                |                                                  |                 |
| 17 | 5         | Wie man in den Wald hineinruft     | Gimcrack and Bunkum              | 23. Okt. 2011        | 28. März 2012                         | Tim Van Patten | Howard Korder                                    | 2,69 Mio.       |
| Richard will sich im Wald erschießen, wird aber abgelenkt. Eli sieht seine Felle davonschwimmen und bittet Nucky um Vergebung, der ihn jedoch nur auslacht. Ihr Gespräch artet in eine Schlägerei aus. |           |                                    |                                  |                      |                                       |                |                                                  |                 |
| 18 | 6         | Unrein                             | The Age of Reason                | 30. Okt. 2011        | 4. Apr. 2012                          | Jeremy Podeswa | Bathsheba Doran                                  | 2,63 Mio.       |
| Lucy ist allein zuhause, als bei ihr die Wehen einsetzen. Margaret beschließt, die Beichte abzulegen, ist aber unschlüssig, worüber sie mit dem Pfarrer sprechen will. Das macht Nucky leicht unruhig. |           |                                    |                                  |                      |                                       |                |                                                  |                 |
| 19 | 7         | Zwischen Fremden                   | Peg of Old                       | 6. Nov. 2011         | 11. Apr. 2012                         | Allen Coulter  | Howard Korder & Steve Kornacki & Bathsheba Doran | 2,74 Mio.       |
| Nucky riecht in der Übertragung von Sportereignissen im Radio eine große neue Verdienstmöglichkeit, während Jimmy versucht sich als neuer Chef des Komplotts in Atlantic City zu etablieren. |           |                                    |                                  |                      |                                       |                |                                                  |                 |
| 20 | 8         | Malum in se                        | Two Boats and a Lifeguard        | 13. Nov. 2011        | 18. Apr. 2012                         | Tim Van Patten | Terence Winter                                   | 2,54 Mio.       |
| Obwohl er das Attentat überlebt, macht sich Nucky ernsthafte Gedanken. Er intensiviert sein Verhältnis zu Margaret und bietet dem Commodore und Jimmy seinen Rücktritt an – doch wie ernst meint er es? |           |                                    |                                  |                      |                                       |                |                                                  |                 |
| 21 | 9         | Der Kampf des Jahrhunderts         | Battle of the Century            | 20. Nov. 2011        | 25. Apr. 2012                         | Brad Anderson  | Steve Kornacki                                   | 2,55 Mio.       |
| Nucky reist nach Belfast um seinen verstorbenen Vater zu beerdigen. Während seines Aufenthaltes trifft er John McGarrigle, doch dieser überlegt mit den Briten Geschäfte zu machen, anstatt mit Nucky. |           |                                    |                                  |                      |                                       |                |                                                  |                 |
| 22 | 10        | Ehrlicher Lohn für ehrliche Arbeit | Georgia Peaches                  | 27. Nov. 2011        | 2. Mai 2012                           | Jeremy Podeswa | Dave Flebotte                                    | 2,73 Mio.       |
| Nuckys Whiskey-Deal in Irland trägt Früchte. Derweil sorgt ein Streik schwarzer Arbeiter für Aufregung, der hart und kompromisslos beendet werden soll. Nuckys Anwalt Ginsburg findet keine Mittel gegen die Untersuchung und Anklage von Staatsanwältin Esther Randolph vorzugehen. Nucky ist empört und entzieht ihm das Mandat.                                                                             |           |                                    |                                  |                      |                                       |                |                                                  |                 |
| 23 | 11        | Der einsamste Mensch auf Erden     | Under God’s Power She Flourishes | 4. Dez. 2011         | 9. Mai 2012                           | Allen Coulter  | Howard Korder                                    | 2,97 Mio.       |
| Nuckys neuer Anwalt Fallon geht mit ihm die Fakten der Anklage durch. Sowohl Deputy Halloran als auch Agent Van Alden wollen gegen ihn aussagen. Doch der Hoteldiener Harlan erinnert sich an Van Aldens Mord an seinem Kollegen Sebso, der von ihm während einer Taufe in einem Fluss ertränkt wurde. Diese Tatsache kann nun ein Trumpf in den Händen Fallons werden.                                        |           |                                    |                                  |                      |                                       |                |                                                  |                 |
| 24 | 12        | Auf die Verlorenen                 | To the Lost                      | 11. Dez. 2011        | 16. Mai 2012                          | Tim Van Patten | Terence Winter                                   | 3,01 Mio.       |
| Jimmy Darmody und Richard Harrow stürmen bewaffnet in eine Versammlung des Ku-Klux-Klan. Sie erschießen zwei Männer und verlangen die Namen derjenigen, die Chalky Whites Lagerhaus überfallen haben. In Philadelphia verhandelt Nucky Thompson mit Manny Horvitz. Beide suchen die endgültige Abrechnung mit Jimmy. Unterdessen möchte Jimmy die immer stärker wachsende und gefährliche Feindschaft beenden. |           |                                    |                                  |                      |                                       |                |                                                  |                 |

## Staffel 3
Die Erstausstrahlung der dritten Staffel war vom 16. September bis zum 2. Dezember 2012 auf dem US-amerikanischen Kabelsender HBO zu sehen. Die deutschsprachige Erstausstrahlung sendete der deutsche Pay-TV-Sender Sky Atlantic HD vom 10. Januar bis zum 28. März 2013.
| Nr. (ges.) | Nr. (St.) | Deutscher Titel         | Originaltitel      | Erstausstrahlung USA | Deutschsprachige Erstausstrahlung (D) | Regie          | Drehbuch                        | Zuschauer (USA) |
| --- | --------- | ----------------------- | ------------------ | -------------------- | ------------------------------------- | -------------- | ------------------------------- | --------------- |
| 25 | 1         | Gute Vorsätze           | Resolution         | 16. Sep. 2012        | 10. Jan. 2013                         | Tim Van Patten | Terence Winter                  | 2,89 Mio.       |
| Nucky gibt eine rauschende Silvesterparty – und muss sogleich eine heikle Entscheidung treffen. Damit kommt er bei dem empfindlichen Gangster Gyp Rossetti gar nicht gut an. Unterdessen baut sich Gillian nach Jimmy Darmodys Tod eine neue Existenz auf und Prohibitions-Agent Van Alden gerät in eine Auseinandersetzung, die seiner Karriere eine neue Wendung gibt.                                                                         |           |                         |                    |                      |                                       |                |                                 |                 |
| 26 | 2         | Spaghetti mit Kaffee    | Spaghetti & Coffee | 23. Sep. 2012        | 17. Jan. 2013                         | Alik Sakharov  | Howard Korder                   | 2,62 Mio.       |
| Nucky bekommt Ärger mit Gaston Means, einem Sonderermittler mit besten Verbindungen zum Generalstaatsanwalt. Margaret stößt unterdessen in St. Theresa mit ihren guten Absichten auf Widerstand bei Patienten und bei einem idealistischen Doktor. Gyp Rosetti verlängert seinen Aufenthalt in Tabor Heights, einer kleinen Stadt auf halbem Weg zwischen New York und Atlantic City. Dort plant er einen strategischen Stützpunkt zu errichten. |           |                         |                    |                      |                                       |                |                                 |                 |
| 27 | 3         | Buona Fortuna           | Bone For Tuna      | 30. Sep. 2012        | 24. Jan. 2013                         | Jeremy Podeswa | Chris Haddock                   | 2,36 Mio.       |
| Ein Alptraum wühlt Nucky derart auf, dass er einem Wunsch Margarets endlich nachkommt: Gemeinsam mit ihr soll er von der Kirche geehrt werden. Mit Gyp vereinbart Nucky einen einmaligen Deal für eine Schnapslieferung. Aber die wahren Ziele des Gangsters bleiben für Nucky weiterhin im Dunkeln. Unterdessen versucht Agent Van Alden seine Kollegen etwas besser kennenzulernen – und bereut dies schon wenig später.                       |           |                         |                    |                      |                                       |                |                                 |                 |
| 28 | 4         | In der Falle            | Blue Bell Boy      | 7. Okt. 2012         | 31. Jan. 2013                         | Kari Skogland  | David Stenn                     | 2,11 Mio.       |
| Gerade als die Mafiosi Nucky und Owen einen jungen Schnapsdieb schnappen, kommt ihnen das FBI in die Quere. Jetzt sitzen die beiden gemeinsam mit dem vorlauten Täter eine Nacht lang „In der Falle“. Unterdessen eskaliert in Chicago der Streit zwischen Al Capone und Dion O’Banion. |           |                         |                    |                      |                                       |                |                                 |                 |
| 29 | 5         | Ein böser Mensch        | You’d Be Surprised | 14. Okt. 2012        | 7. Feb. 2013                          | Tim Van Patten | Diane Frolov & Andrew Schneider | 2,19 Mio.       |
| Arnold Rothstein macht gegenüber Nucky seinem Ärger wegen der Schwierigkeiten beim Alkoholschmuggel Luft. Und er schickt eine unmissverständliche Nachricht an Gyp Rossetti. Agent Van Alden und Sigrid erhalten unterdessen unerwarteten Besuch. Gillian macht sich Sorgen, wie sie das Geschäft nach Jimmys Tod wieder flott bekommt und Margaret gerät im Krankenhaus in eine höchst unangenehme Situation.                                   |           |                         |                    |                      |                                       |                |                                 |                 |
| 30 | 6         | Pfadfinderehre          | Ging Gang Goolie   | 21. Okt. 2012        | 14. Feb. 2013                         | Ed Bianchi     | Steve Kornacki                  | 2,34 Mio.       |
| Nachdem er von Harry Daughertys Handlangern in Washington festgehalten wurde, bittet Nucky seine ehemalige Erzfeindin Esther Randolph um Hilfe. Zudem macht Justizermittler Gaston Means ihm ein allzu verlockendes Angebot. In Atlantic City untersucht Owen unterdessen einen verdächtigen Brand und Gillian Darmody findet endlich Ersatz für den verstorbenen Jimmy.                                                                         |           |                         |                    |                      |                                       |                |                                 |                 |
| 31 | 7         | Sonntagsgesichter       | Sunday Best        | 28. Okt. 2012        | 21. Feb. 2013                         | Allen Coulter  | Howard Korder                   | 1,97 Mio.       |
| Ostersonntag in Atlantic City: Eli nutzt das Familientreffen der Thompsons, um wieder Nuckys Gunst zu erringen. Während Richard und Tommy den ganzen Tag bei den Sagorskys zu Gast sind, bringt Gillian zu Haus ein Opfer für ihre Zukunft. Unterdessen sucht Gyp Rosetti in New York Joe Masseria auf. |           |                         |                    |                      |                                       |                |                                 |                 |
| 32 | 8         | Das Pony                | The Pony           | 4. Nov. 2012         | 28. Feb. 2013                         | Tim van Patten | Terence Winter & Howard Korder  | 2,09 Mio.       |
| Gillian macht endlich ihren Frieden mit Jimmys Tod, allerdings nicht mit Nucky, der für seinen Tod verantwortlich ist. Da taucht Gyp Rossetti auf und bietet sich ihr als Verbündeter an. Um seine Schuld gegenüber Dion O’Banion abzutragen, nimmt Agent Van Alden an einem Treffen zwischen Al Capone und Johnny Torrio teil. Unterdessen bietet Nucky Finanzminister Mellon ein Geschäft an.                                                  |           |                         |                    |                      |                                       |                |                                 |                 |
| 33 | 9         | Alles Glück der Welt    | The Milkmaid’s Lot | 11. Nov. 2012        | 7. März 2013                          | Ed Bianchi     | Rolin Jones                     | 2,06 Mio.       |
| Nucky kämpft noch immer mit den Folgen von Gyp Rossettis letzter Attacke. Er schwört, seinen Erzfeind ein für alle Mal aus dem Weg zu räumen und schmiedet dazu eine Koalition mit seinen Geschäftspartnern. In Washington bringt unterdessen die Festnahme eines hochkarätigen Schwarzhändlers Harry Daugherty und Jess Smith in ernste Schwierigkeiten.                                                                                        |           |                         |                    |                      |                                       |                |                                 |                 |
| 34 | 10        | Die Liebe ist Sieger    | A Man, A Plan…     | 18. Nov. 2012        | 14. März 2013                         | Jeremy Podeswa | Dave Flebotte                   | 2,18 Mio.       |
| Nucky bietet Gaston Means seine Unterstützung an, um Jess Smith in Washington ruhig zu stellen. Zudem will er Gyp Rossettis Allianz mit Joe Masseria in New York etwas entgegensetzen und wirbt deshalb Owen Slater an. Margaret sinniert unterdessen über ihre Zukunft nach – im Krankenhaus und zuhause. Und Agent Van Alden bekommt Probleme mit seinen Nebengeschäften.                                                                      |           |                         |                    |                      |                                       |                |                                 |                 |
| 35 | 11        | Auf Messers Schneide    | Two Imposters      | 25. Nov. 2012        | 21. März 2013                         | Allen Coulter  | Howard Korder                   | 2,30 Mio.       |
| Gyp Rossetti macht seinen nächsten Zug in Atlantic City und zwingt Nucky und Eddie dazu, bei Chalky White Zuflucht zu suchen. Während ihr Artemis Club von Rossettis Leuten in Beschlag genommen wird, denkt Gillian über ihre geschäftliche Zukunft nach, die eventuell auch einen unwillkommenen Partner einschließt. Lucky Luciano lässt sich auf einen Deal ein, den er schon wenig später bereuen wird.                                     |           |                         |                    |                      |                                       |                |                                 |                 |
| 36 | 12        | Jeder stirbt irgendwann | Margate Sands      | 2. Dez. 2012         | 28. März 2013                         | Tim Van Patten | Terence Winter                  | 2,73 Mio.       |
| Nucky versucht fieberhaft, die Allianz zwischen Gyp Rossetti und Joe Masseria zu zerstören und die Kontrolle über Atlantic City zurückzufordern. Aber dazu muss er Arnold Rothstein eine seiner lukrativsten Einkommensquellen überlassen. Unterdessen stellen Chalky White and Al Capone ihre Streitigkeiten zurück, so lange sie es mit Masserias Leuten aufnehmen müssen.                                                                     |           |                         |                    |                      |                                       |                |                                 |                 |

## Staffel 4
Die Erstausstrahlung der vierten Staffel war vom 8. September bis zum 24. November 2013 auf dem US-amerikanischen Kabelsender HBO zu sehen. Die deutschsprachige Erstausstrahlung sendete der deutsche Pay-TV-Sender Sky Atlantic HD vom 5. Dezember 2013 bis 20. Februar 2014.
| Nr. (ges.) | Nr. (St.) | Deutscher Titel               | Originaltitel        | Erstausstrahlung USA | Deutschsprachige Erstausstrahlung (D) | Regie          | Drehbuch                                     | Zuschauer (USA) |
| --- | --------- | ----------------------------- | -------------------- | -------------------- | ------------------------------------- | -------------- | -------------------------------------------- | --------------- |
| 37 | 1         | New York Sour                 | New York Sour        | 8. Sep. 2013         | 5. Dez. 2013                          | Tim Van Patten | Howard Korder                                | 2,38 Mio.       |
| Nucky, welcher weiterhin ein Zimmer im Albatross Hotel gemietet hat, einigt sich nach einigen Diskrepanzen mit Masseria und Rothstein. Auf dem Weg, sich mit seiner Schwester wiederzuvereinigen, hinterlässt Richard Harrow einige Leichen. In New York geht Chalky Whites rechte Hand Dunn Purnsley mit der Gattin eines Agenten einiger Tabledancer, Mrs. Pastor, fremd und wird nach Erwischen dazu aufgefordert, fortzufahren, während der Agent ihnen zusieht. Purnsley folgt seiner Forderung zunächst, dann tötet er ihn, nachdem Mrs. Pastor eingeschüchtert die Flucht ergreift. Gillian Darmody hat indes Zuflucht in der Prostitution genommen, bis ihr ein Fremder ein Angebot macht, ihm mit ein paar Informationen weiterzuhelfen.          |           |                               |                      |                      |                                       |                |                                              |                 |
| 38 | 2         | Diener und Könige             | Resignation          | 15. Sep. 2013        | 12. Dez. 2013                         | Alik Sakharov  | Dennis Lehane & Howard Korder                | 2,21 Mio.       |
| Nelson Van Alden wird von O’Banion aufgetragen, Al Capone zu beschatten, doch Capone bemerkt dies. Es stellt sich heraus, dass Richards Morde am Anfang der Staffel Teil eines Auftrages waren. Er kehrt zurück zu seiner Schwester Emma und ist unfähig, ihren Hund von seinen Qualen zu erlösen. Der neue Prohibitionsbeauftragte Knox arbeitet fortan unter J. Edgar Hoover als Chef der Prohibitionsabteilung der Polizei in Atlantic City. Nucky bereitet sich auf eine Abreise nach Florida vor, unwissend von den Plänen des Dr. Valentin Narcisse, ihn zur Strecke bringen zu wollen. Dieser hört sich die Geschichte von Mrs. Pastor an, welche ihn anlügt, sie sei von Purnsley vergewaltigt worden. Er glaubt ihr nicht und lässt sie ermorden. |           |                               |                      |                      |                                       |                |                                              |                 |
| 39 | 3         | Silberstreifen am Horizont    | Acres of Diamonds    | 22. Sep. 2013        | 19. Dez. 2013                         | Allen Coulter  | Terence Winter                               | 1,87 Mio.       |
| 40 | 4         | Volles Risiko                 | All In               | 29. Sep. 2013        | 26. Dez. 2013                         | Ed Bianchi     | David Matthews                               | 1,99 Mio.       |
| 41 | 5         | Erlkönig                      | Erlkönig             | 6. Okt. 2013         | 2. Jan. 2014                          | Tim Van Patten | Howard Korder                                | 2,09 Mio.       |
| 42 | 6         | Polarstern                    | The North Star       | 13. Okt. 2013        | 9. Jan. 2014                          | Allen Coulter  | Eric Overmyer & Howard Korder                | 1,90 Mio.       |
| 43 | 7         | William Wilson                | William Wilson       | 20. Okt. 2013        | 16. Jan. 2014                         | Jeremy Podeswa | David Matthews & Terence Winter              | 2,16 Mio.       |
| 44 | 8         | Das alte Schiff nach Zion     | The Old Ship of Zion | 27. Okt. 2013        | 23. Jan. 2014                         | Tim Van Patten | Cristine Chambers & Howard Korder            | 1,91 Mio.       |
| 45 | 9         | Die rechte Hand des Herrn     | Marriage and Hunting | 3. Nov. 2013         | 30. Jan. 2014                         | Ed Bianchi     | David Matthews, Jennifer Ames & Steve Turner | 1,90 Mio.       |
| 46 | 10        | Feindliche Übernahme          | White Horse Pike     | 10. Nov. 2013        | 6. Feb. 2014                          | Jake Paltrow   | Dave Flebotte                                | 2,08 Mio.       |
| 47 | 11        | Hafen der Gnade               | Havre De Grace       | 17. Nov. 2013        | 13. Feb. 2014                         | Allen Coulter  | Howard Korder                                | 1,98 Mio.       |
| 48 | 12        | Eine Tochter für eine Tochter | Farewell Daddy Blues | 24. Nov. 2013        | 20. Feb. 2014                         | Tim Van Patten | Terence Winter & Howard Korder               | 2,18 Mio.       |

## Staffel 5
Die Erstausstrahlung der fünften Staffel war vom 7. September bis zum 26. Oktober 2014 auf dem US-amerikanischen Kabelsender HBO zu sehen. Die deutschsprachige Erstausstrahlung sendete der deutsche Pay-TV-Sender Sky Atlantic HD vom 11. Dezember 2014 bis zum 29. Januar 2015.
| Nr. (ges.) | Nr. (St.) | Deutscher Titel              | Originaltitel                  | Erstausstrahlung USA | Deutschsprachige Erstausstrahlung (D) | Regie          | Drehbuch                                             | Zuschauer (USA) |
| ---------- | --------- | ---------------------------- | ------------------------------ | -------------------- | ------------------------------------- | -------------- | ---------------------------------------------------- | --------------- |
| 49         | 1         | Das durstigste Land der Welt | Golden Days for Boys and Girls | 7. Sep. 2014         | 11. Dez. 2014                         | Tim Van Patten | Howard Korder                                        | 2,37 Mio.       |
| 50         | 2         | Der Wert eines Mannes        | The Good Listener              | 14. Sep. 2014        | 18. Dez. 2014                         | Allen Coulter  | Terence Winter                                       | 1,81 Mio.       |
| 51         | 3         | Vermächtnisse                | What Jesus Said                | 21. Sep. 2014        | 25. Dez. 2014                         | Ed Bianchi     | Cristine Chambers & Howard Korder                    | 2,11 Mio.       |
| 52         | 4         | Cuánto                       | Cuanto                         | 28. Sep. 2014        | 1. Jan. 2015                          | Jake Paltrow   | Howard Korder, Cristine Chambers & Terence Winter    | 2,05 Mio.       |
| 53         | 5         | Der König von Norwegen       | King of Norway                 | 5. Okt. 2014         | 8. Jan. 2015                          | Ed Bianchi     | Steve Kornacki                                       | 1,94 Mio.       |
| 54         | 6         | Pakt mit dem Teufel          | Devil You Know                 | 12. Okt. 2014        | 15. Jan. 2015                         | Jeremy Podeswa | Howard Korder                                        | 1,55 Mio.       |
| 55         | 7         | Ein Kind der Sünde           | Friendless Child               | 19. Okt. 2014        | 22. Jan. 2015                         | Allen Coulter  | Riccardo DiLoreto, Cristine Chambers & Howard Korder | 1,95 Mio.       |
| 56         | 8         | Eldorado                     | Eldorado                       | 26. Okt. 2014        | 29. Jan. 2015                         | Tim Van Patten | Howard Korder & Terence Winter                       | 2,33 Mio.       |